# 玉田工業
玉田工業株式会社（たまだこうぎょう、英文社名：Tamada Industries, Inc.）は、石川県金沢市に本社を置く地下タンクおよび防火水槽の製造メーカー。

## 会社概要
ガソリンスタンドの設計・施工、および地下埋蔵式のタンク・防火水槽の設計・施工を主な事業としているメーカーで、本社のある金沢市を含む全国3か所に工場を有している。
玉田工業の独自の技術として、鉄に繊維強化プラスチック（FRP）で覆う「SF二重殻タンク」の製法を持っており、この技術は特許を得ている。
また、2011年3月11日の東北地方太平洋沖地震（東日本大震災）により発生した東京電力の福島第一原子力発電所事故において、原子炉から発生した高濃度の放射性物質を含む汚染水の貯蔵タンクを受注。同年6月4日からJビレッジ（福島県双葉郡楢葉町）を経由して福島第一原子力発電所に搬入が行われており、8月まで搬入が続けられる予定。

## 沿革
- 1950年4月1日：玉田工業の前身となる玉田製作所を設立。
- 1957年7月3日：株式会社化により、株式会社玉田製作所を設立。
- 1974年4月：本社を金沢市西念町に移転、商号を現在の玉田工業株式会社に変更。
- 1986年3月：現在地に本社・工場を移転。

## 主な取扱製品・事業
- SF二重殻タンク（ガソリンスタンド向けなど）の製造・設計・販売
- 防火水槽の製造・設計
- ガソリンスタンドの設計・施工・メンテナンス

## 事業所
本社・北陸工場
- 石川県金沢市無量寺町ハ61番地1

事業所
- 営業所：全国12か所
- 工場：関東工場（栃木県鹿沼市）、九州工場（熊本県菊池市）